# Mileewa lynchi
Mileewa lynchi är en insektsart som beskrevs av William Lucas Distant 1918. Mileewa lynchi ingår i släktet Mileewa och familjen dvärgstritar. Inga underarter finns listade i Catalogue of Life.